# Wiesenthal (Leutersdorf)
Wiesenthal, auch Wiesental, ist ein Gemeindeteil von Leutersdorf im Landkreis Görlitz.

## Geografie

### Lage
Wiesenthal liegt im südlichen Teil des Landkreises im Großschönauer Becken- und Kuppenland in der Östlichen Oberlausitz. Die Ortslage erstreckt sich aus einem kleinen Seitental des Spitzkunnersdorfer Baches bis auf die Hochfläche der tertiären Basaltdecke. Wiesenthal bildet mit Neuspitzkunnersdorf und Josephsdorf ein zusammenhängendes Siedlungsgebiet, das die Waldhufendörfer Leutersdorf und Spitzkunnersdorf verbindet.
Nördlich erhebt sich der Hofeberg (413,6 m ü. NHN), im Osten der Steinberg (385,7 m ü. NHN), südlich der Forstenberg (454,8 m ü. NHN), im Westen der Große Stein (471 m ü. NHN). Am oberen Ortsausgang wird Wiesenthal von der Staatsstraße 135 von Oberoderwitz nach Spitzkunnersdorf durchquert.

### Straßen
Der Ortsteil wird von den Straßen Mittelweg, Bergstraße, Gutwiese, Weberstraße, Wiesental und Straße der Republik durchzogen.

### Nachbarorte
| Neuspitzkunnersdorf, Neumittelleutersdorf | Oberoderwitz                                | Mitteloderwitz   |
| Folge                                     | Kompassrose, die auf Nachbargemeinden zeigt | Niederoderwitz   |
| Seifhennersdorf                           | Spitzkunnersdorf                            | Spitzkunnersdorf |

## Geschichte
Nördlich des Spitzkunnersdorfer Niederdorfes befand sich im Wiesenbachtal ein zum Rittergut Spitzkunnersdorf gehöriges Vorwerk. 1663 wurde das Spitzkunnersdorfer Rittergut an das Rittergut Hainewalde angeschlossen. 1790 ließ die Familie von Kyaw das Vorwerk Wiesenthal abtragen und auf seinen Fluren die neue Siedlung Wiesenthal anlegen. Dabei hatten die Siedler für eine der jeweils einen Scheffel großen Baustellen fünf Taler zu zahlen.
Auf dem Pfaffenberg wurde um 1845 eine Windmühle errichtet, ihr Abbruch erfolgte 1909. Erhalten blieb das einzeln stehende ehemalige Windmüllerhaus.
1840 errichtete Christian Friedrich Weber in Wiesenthal eine Faktorei, 1845 gründete er die erste mechanische Weberei auf dem Gebiet von Spitzkunnersdorf. Im Jahre 1875 arbeiteten für C. F. Weber 300 Hand- und Hausweber und fünf Färber.
Nachdem die Gemeinde Spitzkunnersdorf 1927 das Rittergut Spitzkunnersdorf von Moritz Joachim Ernst von Kyaw erworben hatte, tauschte sie damit Bauland an der Wiesentalstraße ein und ließ dort zahlreiche weitere Häuser errichten. Das Unternehmen C. F. Weber wurde 1956 halbstaatlich und stellte seine Produktion später auf Kunstleder um.
Wiesenthal gehörte immer als Ortsteil zur Gemeinde Spitzkunnersdorf, die 1998 nach Leutersdorf eingemeindet wurde.
In Wiesenthal arbeiten heute zwei Unternehmen, die in den 1990er Jahren aus dem ehemaligen VEB Kunstlederwerk Spitzkunnersdorf hervorgegangen sind: die C. F. Weber GmbH produziert technische Textilien, die BFB Textilkonfektionsgesellschaft mbH Markisenstoffe.

### Verwaltungszugehörigkeit
1790: Görlitzer Kreis, 1843: Landgerichtsbezirk Löbau, 1856: Gerichtsamt Zittau, 1875: Amtshauptmannschaft Zittau, 1952: Kreis Zittau, 1994: Landkreis Löbau-Zittau, 2008: Landkreis Görlitz

## Ortsbild
Wiesenthal ist eine Häuslerreihensiedlung, die sich zusammen mit Neuspitzkunnersdorf auf einer langgestreckten Waldhufe auf einer Länge von 2,1 Kilometern bis nach Josephsdorf erstreckt. In der Ortslage sind mehrere Umgebindehäuser erhalten.